# 童仲彥
童仲彥（1973年7月8日—），外號「台灣阿童」，臺灣政治人物、記者、網紅，苗栗縣竹南鎮人。曾任台北市議員、金色力量黨第1任黨主席，曾在中天、台視、民視等電視台擔任過新聞記者。2006年成為美國國務院領袖計畫交換記者、民視新聞臺《頭家來開講》主持人。亦是英國劍橋大學社會政治學碩士。
曾任臺北市議員（第11、12屆，民主進步黨籍），後因2017年被爆料涉家暴退出民進黨而成為無黨籍人士，亦曾是一邊一國連線成員。

## 經歷

### 臺北市議員
2010年當選第十一屆臺北市議員。
2014年連任第十二屆臺北市議員。
2015年曾宣布有意參選2016年中正萬華區立法委員，但因後來民進黨決定不提名，禮讓給時代力量黨的林昶佐。
2018年8月13日，因酒駕事件主動宣布退出該年的市議員選舉，其兩屆八年的議員生涯亦畫下句點。

#### 問政成績
- 2011年6月11日，台北市政府從一百年度開始，進行林蔭大道四年推動計畫，預計種植喬木四千六百四十一株，總經費七千萬元；今年度將栽植喬木一千二百五十六株，年度經費高達四千萬元，臺北市政府工務局公園路燈工程管理處至今仍無細部規劃、設計圖說。[4][5]
- 2012年3月18日，政府出爾反爾，顯示北市府爭取世大運前，未找好相關場址，一紙公文就推翻前案，形同共產國家「強徵民地」 [6][7]，最後富水里民保住了專案住宅區。[8]
- 2012年3月23日，台北市政府衛生局22日到萬華傳統市場抽驗瘦肉精，並首度使用萊克多巴胺快篩試劑，由於萊克多巴胺快篩試劑並未經過中央政府認證，檢驗結果存在誤差，連生技業者都建議官方稽查應以實驗室檢驗報告為準，此舉引發攤商恐慌，紛紛向台北市議員童仲彥陳情。[9][10]
- 2012年11月13日，民進黨台南市立委黃偉哲、台北市議員童仲彥今踢爆，考試院長關中利用上班時間，搭公務車、在隨扈陪同下，每逢一、三、五下午4時至5時就會前往天價按摩店抓龍，45分鐘要價2,700元，比一般泰式按摩1,000元，盲人按摩800元高出很多。[11][12]
- 2013年4月25日，台北市因為去年沙包發放多達4萬個，沒做好回收工作，大量沙包日曬雨淋、風化破損、如果再遭大雨沖刷，流沙將堵住溝渠，釀成更嚴重的淹水災難。[13]
- 2013年5月3日，台灣出現H7N9禽流感首例確診個案後，傳統市場攤販禁宰活禽政策提前上路，台北市唯一合法宰殺生禽的台北市家禽批發市場附屬屠宰場，卻驚傳有工人徒手回收整卡車的鴨毛、運雞車還有被棄置的死雞，議員痛批市府稽查不力，才會出現這樣的防疫大漏洞。[14]
- 2013年5月7日，郝龍斌與北市教育局長丁亞雯都聲稱，從未說過基北區特色招生考試要考PISA或類PISA題型，但議員現場公布錄音，顯示丁去年曾說「長得像PISA的題目」，痛批兩人說謊，應道歉下台。[15]
- 2014年2月18日，台北市政府騎樓整平政策花費二十億元，危險騎樓多達兩百零二處、共六千三百四十四公尺至今無法處理，到處是視障者「地雷」，建管處、新工處以私人產權推諉塞責，騎樓整平政策根本是「玩假的」。[16][17]
- 2014年8月6日，兒童新樂園園內缺乏遮蔭和降溫設施，議員許淑華、童仲彥、徐佳青等均質疑為何不設計通風降溫措施，如抽風扇、排風口等，反而開冷氣耗電又花錢。[18]
- 2014年8月23日，台北市完成「路平」整修翻新的艋舺大道，但在萬大路交叉口的標誌竟然設在馬路正中間，單車騎士很可能被汽機車夾擊，另一個單車指引標誌更緊鄰公車停靠站，實在險象環生。台北市議員童仲彥指出，「他隨便亂劃，為了撐這個自行車的公里數，隨便亂劃把市民的生命安全當玩笑。」[19]
- 2014年8月28日，台北市長郝龍斌日前曾公開表示，北市無石化管線，危險性遠低於高雄市。但台北市議員童仲彥今開記者會指，位於萬華區的馬場町公園，遭《壹週刊》披露裡頭確實有石化管線的存在，且北市水利處目前還在管線上進行景觀改善工程。[20]
- 2014年11月9日，郝龍斌說，萬大線沿線都是人口稠密區，路線的選址、溝通到施工都相當困難，如今實質動工，不會再有爭議；三年前，正值總統、立委選舉期間，雙北市也曾合辦一場動工典禮，挨批「假動工、騙選票」。這段話背後，似乎也默認先前的動工典禮都是「假的」。[21]
- 2015年1月14日，童仲彥踢爆台北資訊園區空橋假動工、官商勾結[22][23]。2015年1月16日，台北市長柯文哲將台北資訊園區列為四大弊案之一。[24]
- 2015年1月18日，童仲彥出示公文，指台北資訊園區在5年前招標時，共有超過5家廠商進行投票，除鴻海，還有郭台強的正崴、邱復生的台開、順發集團、藍天電腦、聯強等，但12位評審委員中，有11位替鴻海打最高分，質疑北市府已內定。鴻海發言人朱文敏則解釋：「證明鴻海在三創園區這個案子當中，我們的用心跟我們的實力！質疑我們官商勾結，邏輯完全錯誤。就如同說，議員如果得到這麼高票，難道都要質疑都是買票的嗎？」[25]
- 2015年1月19日，童仲彥表示鴻海花了新台幣10億元取得三創的BOT經營權50年，以樓地板面積1萬8000坪計算，每坪每月成本只有88元，正好是一個雞腿便當價錢的。童仲彥更表示鴻海說他「胡說八道」、「買票」已毀損其名譽，上午到台北地檢署控告郭台銘誹謗罪。[26][27]
- 2015年10月14日，台北市議員童仲彥提兩法案敦促市府將電競納入體育競賽，並冠名台北隊以三創育成中心為基地培育電競選手，同時加速中央修法為選手兵役問題解套，兩案皆獲得藍綠議員過半數支持成案，交付台北市議會審查。[28][29]
- 2018年1月，童仲彥出訪荷蘭時曾獨自考察紅燈區，其後在臺北市議會推動設置性專區，並曾實況探訪臺灣私娼寮。[30][31]

### 相關動態
2019年12月11日，童仲彥在臉書上宣布籌組成立金色力量黨。2020年1月19日，金色力量黨正式成立，童仲彥擔任創黨首屆黨主席；2020年3月18日，獲得中華民國內政部核准，成為中華民國第368個合法政黨，直至2025年解散。
2021年5月13日，因台灣本土新冠肺炎疫情延燒，萬華地區成了本土案例重災區，前中正萬華臺北市議員童仲彥透露至前日都還有外籍女子在萬華區龍山寺前拉客，並根據萬華地區特種行業的生態和客群的消費模式等習慣分析疫情最危險的區域。
2021年6月28日，童仲彥與色情平台SWAG發布首支成人片，正式出道擔任成人影片男演員。由於童仲彥是樹德科技大學人類性學研究所博士生，校方聽聞此訊表示震驚惋惜，指做法容易引大眾負面的觀感與對人類性學所的錯誤解讀。
2021年12月10日，童仲彥聲援遭民進黨通緝的政論節目《政經關不了》主持人彭文正，他亦對蔡英文的倫敦政經學院博士學位提出質疑。

## 感情爭議
1994年至1996年，據傳童仲彥就讀政大新聞系甲班三、四年級時曾抓乙班女友的頭撞牆；2017年1月31日，童仲彥否認大學時毆打女友。
2006年，因涉及痛毆當時妻子陳曉卿6次而協議離婚。
2010年，其交往的女友身穿紅衣在家中自縊，童仲彥對外界強調沒有家暴問題。
2011年，曾任婚紗店長的李秀環與童仲彥在餐會上認識，李秀環每天進童仲彥服務處幫忙，兩人交往近3年。2011年9月29日，痛毆時為女友的李秀環，李女被打到昏迷了三天、住院廿餘天。
2013年，童仲彥與李秀環在美國登記結婚。2014年4月13日，童仲彥與李秀環在台灣舉行儀式結婚，因為是2014年4月13日，設計「愛妳一世誓一生」浪漫小語，席開百桌。
2016年4月30日，因涉及施暴打斷第2任妻子李秀環3根肋骨，導致其氣胸、肺部塌陷。
6月中旬，半夜二點李秀環發現聯絡處主任邱惠美用LINE傳2張低胸禮服照給丈夫童仲彥。
6月18日，童仲彥威脅晚上打殺李秀環，李秀環離家。7月4日，李秀環返家，凌晨一點童仲彥帶著女人回家被撞見。
7月8日，童仲彥生日當天，李秀環傳簡訊要求復合：「你玩累了就會回來」。童仲彥表示：「我最希望的生日禮物就是，跟妳離婚，滾出我爸媽買的房子！幹！」
8月，李秀環回家搬東西時，發現童仲彥有一名20多歲親密女性友人「紅豆」，李秀環物品已打包，房間是紅豆的私人物品，衣櫃掛著「紅豆」的內褲。「紅豆」曾打電話叫李秀環回童仲彥家，去幫她開門。
12月26日，童仲彥和邱惠美在師大夜市輪流喝同一碗甜不辣湯，共享一袋水煎包。
2017年1月18日《周刊王》報導：李秀環已和童分居半年多，被媒體跟拍到數度跟一名年約花甲的男子摟摟抱抱、數次帶該男子回家過夜。
1月21日，邱惠美搭計程車到童仲彥住處，由後門進入大樓。1月22日，聯絡處主任邱惠美換過服裝由大樓後門出來，童仲彥開車到路口讓她上車，二人一起返回童仲彥父母竹南住處，送年節禮盒。
1月25日，童仲彥遭媒體踢爆長期對太太李秀環家暴一事，民進黨立法委員段宜康早上在臉書發表看法，他說：「如果這是事實，就不只是感情糾紛了。這種施暴習慣，顯然是異常人格；政治人物如果成為家暴加害者，更是公共議題。建議黨部成立專案小組，立即調查、處理。」童仲彥當天開記者會反擊，否認家暴，並公開對童仲彥新北聯絡處主任邱惠美告白：「看到邱主任不喜歡，那就不是男人！」，且表示無法與妻子破鏡重圓，是否離婚則尊重妻子決定。隨後童仲彥傳簡訊給李秀環表示「你這樣說，要讓我活不下去」，要求李秀環別再繼續爆料，否則將影響他的政治生涯。
1月26日，童仲彥因被踢爆十幾年來對多位伴侶家暴的事件引起軒然大波，在臉書宣布退出民進黨，並在下方留言稱讚自己「了不起，負責」，還被卡提諾狂新聞的小編留言，民進黨發言人楊家俍表示：「目前還沒收到童仲彥退黨申請，民進黨仍會繼續相關調查工作，按黨程序處理」。2017年1月26至30日間，童仲彥暫停公開「台灣阿童 童仲彥」、「童仲彥」臉書。
1月27日，童仲彥透過李秀環乾爹請李秀環回家吃團圓飯遭拒。
1月28日，邱惠美在Line聯絡群組中向童仲彥大膽示愛，童仲彥卻反而公布了邱惠美與另外一名中國大陸籍男子的親密合照，並感慨說自己是「世界最傻」，邱惠美宣布與童仲彥分手，並辭去童仲彥市議員新北聯絡處主任一職。
1月31日，童仲彥宣布已經向台北市立萬芳醫院精神科主治醫師潘建志進行專業諮詢與治療。
2月8日，民進黨中常會討論童仲彥對妻子家暴案，決議移送中評會議處，並建議予以除名處分，未來5年內不得再申請入黨。2月13日，民進黨中常會通過開除童仲彥黨籍案，立即生效。

## 其他爭議

### 參加雙城論壇與大陸官員稱兄道弟
2010年，在台北市初次登場的雙城論壇，民進黨台北市議員童仲彥帶頭抗議來台參加的上海市長韓正，更高喊一邊一國；但在2015年，童仲彥却跟著台北市長柯文哲一塊到上海參加論壇，場內人員私下透露，童仲彥抱住某大陸官員直呼「你是兄、我是弟」。

### 2013年車禍爭議
2013年11月27日，童仲彥在議員任期內放任無駕照的女友李秀環開車載他，途中撞倒一名身心障礙婦人，事後以4000元希望私下和解，婦人不願私下和解，童仲彥不讓對方搭救護車離去，目擊者向蘋果日報投訴。事後童仲彥為了還原車禍事發經過，找來被撞婦人並當眾拿出其身障證明，被新北市身心障礙者福利促進協會總幹事涂心寧痛罵，認為此舉是歧視、也對身心障礙婦人造成二度傷害 。

### 烏龍舉報豪華辦公室違建
2015年5月27日，童仲彥前往三創門口聲稱接獲內部員工爆料，地下二樓汽車停車道旁空間，竟改成寬7.5公尺、長8.22公尺的豪華辦公室，內有13個座位，搭配有塑膠木紋地板、OA隔間及網路、電話等，痛批根本是把BOT案主體建物拿來公器私用，大佔市府便宜，三創一再私自變更設計，違建佔用公共停車空間，要求市府立刻拆除違建。但童隨後立即帶媒體直擊，在地下室繞來繞去，就是沒發現有所謂的豪華辦公室，最後終於在停車場角落發現一處機房，機房內堆滿雜物，現場確實有將機房隔間，三創事業部副總王國瑞解釋，那是基於安全考量， 避免閒雜人士進入發生危險，王也反擊回嗆童多次來會勘，請問豪華辦公室在哪？如果有違規會虛心檢討，但這種烏龍指控，要求議員還三創清白。該隔間確實有燈具、電話線路配線與空調隔間，雖無使用事實，台北市政府建管處表示三創擅自施工，將依法裁罰6-30萬元。

### 利用人頭詐領助理費
2016年3月1日，童仲彥遭檢舉在上屆議員任內，利用人頭助理或浮報薪資等兩大手法詐領助理費，進而挪用其中13萬5000元支應私人信用卡、貸款支出。台北市調查處昨搜索童的議會辦公室，約談童及妻子李秀環、超過20名前後任助理共32人。當中已有助理坦承單純出借帳戶作為人頭，並未擔任助理。童否認詐欺，辯稱助理由妻子負責，訊後依詐欺、偽造文書等罪嫌送辦，複訊後均被請回。
2017年8月15日，北檢認定童仲彥在民國100年10月，假借以每個月3萬元價碼，聘用一名蔡姓男子當他的助理，並向台北市議會申請自聘公費助理補助費；但實際上，童仲彥未聘用蔡姓男子，並詐取公費助理補助費12萬多元，因而遭檢方起訴。
2019年3月28日，童仲彥因在2012年擔任台北市議員期間，將男子蔡博安掛名人頭助理，藉此向台北市議會詐領薪資12萬餘元，童再將這些薪資款挪為他用，被台北地方法院依貪污罪判童仲彥有期徒刑7年6月、褫奪公權4年，另依偽造文書罪判有期徒刑5月、可易科罰金新臺幣15萬元。
2020年8月19日，台灣高等法院二審認為，童仲彥僅詐5萬餘元助理補助費，改判3年10月、褫奪公權2年。
2022年2月16日，最高法院駁回上訴，全案定讞。3月25日，童仲彥至宜蘭地檢署報到，入法務部矯正署宜蘭監獄服刑。隔年10月獲准假釋出獄。

### 2018年酒駕車禍
2018年8月11日，童仲彥在凌晨2點半駕車駛出基隆市光華隧道出口沒多久失控自撞路旁轎車，基隆市警察局交通警察替童仲彥酒測，酒測值為0.52毫克；警方於當日上午將他依《中華民國刑法》公共危險罪送辦，隨後他於13日宣布退出該年的市議員選舉。
9月25日，臺灣基隆地方法院依公共危險罪判處童仲彥三個月有期徒刑，得易科罰金新台幣9萬元。童仲彥未提起上訴，全案定讞。。

## 外部連結
- 台灣阿童 童仲彥 – 中正萬華 童心協力 （页面存档备份，存于）
- 台灣阿童─童仲彥
- 台灣阿童─童仲彥的Facebook專頁
- 童仲彥的Facebook專頁
- 童仲彥的巴哈姆特小屋 （页面存档备份，存于）
- 第十一屆臺北市議會 童仲彥議員 （页面存档备份，存于）
- YouTube上的童仲彥頻道

| 政党职务 | 政党职务                                            | 政党职务      |
| -------- | --------------------------------------------------- | ------------- |
|          |                                                     |               |
| 新頭銜   | G 金色力量黨主席 第1任 2020年1月19日－2020年3月25日 | 繼任： 王郁揚 |